# Da Beatminerz
Da Beatminerz sind eine Hip-Hop-Crew aus New York, bestehend aus Evil Dee, Mr. Walt, Baby Paul, Rich Blak und Chocolate Ty. Die Beatminerz sind nicht wegen ihres Raps im Hip-Hop-Geschäft vertreten, sondern wegen ihrer Produktionen. Sie produzieren unter anderem für De La Soul, Eminem, Smif'n'Wessun, und Flipmode.
Die Crew wurde 1992 von den beiden Brüdern Mr. Walt und DJ Evil Dee gegründet. Zunächst produzierten sie für Evil Dees Gruppe  Black Moon. Ihre Single Take That, die aus dem Album Brace 4 Impak ausgekoppelt worden war, wurde 2001 ein Hit und erreichte die Top 5 der Hot Rap Singles-Charts des Billboard Magazine.

## Diskografie

### Alben
- 2001 Brace 4 Impak
- 2005 Fully Loaded With Static
- 2005 Da Instrumentals (Vinyl-LP)

### Sonstige
- 2005 Mafia Don (Vinyl Maxi-Single)
- Undaground Veteran Baby Paul (Da Beatminerz)